# Chrysococcyx minutillus russatus
Il cuculo bronzato di Gould (Chrysococcyx minutillus subsp. russatus Gould, 1868) è un uccello della famiglia dei Cuculidi..

## Distribuzione e habitat
Questo uccello vive in Australia nord-orientale.

## Tassonomia
Considerata in passato come specie a sé stante (Chrysococcyx russatus), questa entità è in atto inquadrata come sottospecie di Chrysococcyx minutillus.